# Státní shromáždění Republiky Slovinsko
Státní shromáždění Republiky Slovinsko (nebo též Národní shromáždění; slovinsky: Državni zbor Republike Slovenije, zkráceně DZ RS) je z hlediska právní teorie dolní komorou slovinského parlamentu, z hlediska faktického je jediným skutečným slovinským parlamentem. Shromáždění je složeno z devadesáti poslanců slovinských občanů. Státní shromáždění Republiky Slovinsko vzniklo na základě Ústavy Republiky Slovinsko. První volby do Státního shromáždění se uskutečnily 6. prosince 1992. Dále pak v letech 1996, 2000, 2004, 2008, 2011, 2014, 2018 2022.
Současným předsedou Státního shromáždění je Urška Klakočar Zupančič. Státní shromáždění zasedá ve Velké dvoraně budovy parlamentu v Lublani.

## Právní prameny
Základním právním pramenem pro činnost Státního shromáždění je Ústava Republiky Slovinsko. Významný je také Jednací řád DZ RS (ve znění novel: UL RS, št. 92/2007), zákon o volbách do Státního shromáždění (ve znění novel: UL RS, št. 109/2006) a zákon o stanovení volebních obvodů pro volby do Státního shromáždění (ve znění novel: UL RS, št. 24/2005).

## Volby
Volební systém do Státního shromáždění je klasifikován jako listinný poměrný systém. Z devadesáti poslanců je 88 voleno individuálně v 88 nominačních jednotkách. Poměr sil určuje celostátní obvod. Pro přerozdělení křesel se používá čtyřprocentní klauzule. Zbývající dvě křesla jsou určena pro jednoho poslance italské a jednoho maďarské národnostní skupiny. Zde je kandidatura v jednomandátovém obvodu individuální.
Volby do Státního shromáždění se konaly v letech 1992, 1996, 2000, 2004 a 2008.

## Volební období

### První volební období (1992–1996)
První volby do Státního shromáždění se konaly v roce 1992 a uspělo v nich osm stran, celkově propadlo 17,69 % hlasů, což bylo zatím nejvíce. Vítězství si připsala Liberálnědemokratické strana (LDS; po r. 1994 Liberální demokracie Slovinska) Janeze Drnovšeka, který sestavil i vládu. Volby znamenaly prohru stran bývalé koalice DEMOS. Předsedou Státního shromáždění se stal nejprve Herman Rigelnik (LDS), po něm Jožef Školč (LDS). Kromě liberálů (22 křesel) se do Státního shromáždění dostali Slovinští křesťanští demokraté (SKD; 15 křesel), Sjednocená kandidátka (ZL; 14 křesel), Slovinská národní strana (SNS; 12 křesel), Slovinská lidová strana (SLS; 10 křesel), Demokratická strana (DS; 6 křesel), Zelení Slovinska (ZS; 5 křesel) a Sociálnědemokratická strana Slovinska (SDSS; 4 křesla). Ve shromáždění zasedali ještě dva poslanci národnostních menšin. Koalice byla tvořena LDS, SKD, ZL a SDS. Koalici v dubnu 1994 opustila SDSS a od ledna 1996 byla koalice menšinovou, když ji opustila i ZL. Státní shromáždění v tomto volebním období přijalo 575 zákonů.

### Druhé volební období (1996–2000)
Volby v roce 1996 skončily patem, pravice i levice (podpořená zástupci menšin) měly shodně po 45 křeslech. Liberální demokracie Slovinska (LDS) měla 25 poslanců, SLS 19, SDSS 16, SKD 10, Sjednocená kandidátka sociálních demokratů (ZLSD) 9, Demokratická strana důchodců Slovinska (DeSUS) 5 a SNS 4 křesla. V hlasování o důvěře 9. ledna 1997 ale Drnovšek získal většinu 46 hlasů, když pro něj hlasoval i Ciril Pucko, který den předtím opustil klub SKD. V nové situaci se SLS rozhodla vstoupit do koalice. Institut konstruktivní nedůvěry fakticky neumožňoval odvolání Drnovšeka, který v tomto volebním období vytvořil odlišnou vládní a parlamentní koalici, když ve vládě seděli ministři za jiné politické subjekty (LDS, SLS, DeSUS) než ty, které ve Státním shromáždění schvalovaly klíčové zákony (LDS, ZLSD, DeSUS, SNS, menšinoví poslanci). Předsedou Státního shromáždění byl ve druhém volebním období Janez Podobnik (SLS). V dubnu 2000 se spojila SLS s SKD a ministři za SLS opustili Drnovšekovu vládu. Drnovšek, který neměl povinnost po odchodu ministrů znovu žádat o důvěru, plánoval doplnit vládu zástupci své LDS a přitom spoléhal na svou parlamentní většinu i oporu v prezidentu Kučanovi. Drnovšekovi rivalové se rozhodli najít svého kandidáta a Drnovšekovi vyjádřit konstruktivní nedůvěru – nabídku nejprve odmítl guvernér Národní banky France Arhar, nakonec byl vybrán ekonom Andrej Bajuk. Když první dvě kola hlasování v dubnu 2000 o důvěře Bajukovi skončila pro pravici neúspěchem, obrátila se jejich pozornost k zástupcům národnostních menšin (přívrženci Drnovšeka), které obvinili ze záměrné destabilizace situace ve Slovinsku a navrhovali omezení jejich práv. Třetí kolo se konalo s několikadenním odstupem a skončilo výsledkem 46:44 pro Bajuka, když pro něj hlasovali dva blíže neznámí poslanci z levicového tábora. Pozice Bajukovy vlády nebyla vůbec jednoduchá a jediné téma, na kterém se koaliční strany shodly, byla čistka ve státním aparátu a státních podnicích. Bajukova vláda prohrávala také v průzkumech veřejného mínění. Navíc rozpory uvnitř SLS+SKD vyústily v odchod části členů – včetně premiéra Bajuka – a vznik nové křesťanskodemokratické strany: Nové Slovinsko – Křesťanská lidová strana (NSi). I ve zbytku volebního období byl předsedou Janez Podobnik. Za druhé volební období bylo přijato 633 zákonů.

### Třetí volební období (2000–2004)
Další volby se konaly v říjnu 2000 a přinesly vítězství LDS. Drnovšek získal důvěru v listopadu 2000 a jeho vláda byla tvořena LDS, ZLSD a SLS+SKD. Podporu měla vláda také v Demokratické straně důchodců Slovinska (DeSUS), která ale jako malá strana nezískala žádný post ve vládě. Po zvolení Drnovšeka prezidentem se premiérem stal Anton Rop a vládu opustila SLS+SKD. Ve Státním shromáždění měla LDS 34 křesel, SDSS 11, ZLSD 11, SLS 9, NSi 8 a po čtyřech křeslech měly DeSUS, SNS a Strana mladých Slovinska (SMS); dvě místa patřila zástupcům menšin. Předsedou Státního shromáždění v letech 2000 až 2004 byl Borut Pahor a poté, když byl Pahor zvolen v roce 2004 do Evropského parlamentu, Franc Horvat. Ve třetím volebním období bylo přijato 679 zákonů.

### Čtvrté volební období (2004–2008)
Ve volbách v roce 2004 zvítězila Janšova Slovinská demokratická strana (SDS; dřívější SDSS), ale rozložení křesel mezi pravici a levici skončilo stejně jako v roce 1996 patem (45:45). SDS měla 29 poslanců, LDS 23, ZLSD 10, NSi 9, SLS 7, SNS 6, DeSUS 4 a dvě křesla patřila zástupcům menšin. Po několikatýdenních jednáních byla vytvořena koalice pravicovými SDS, SLS, NSi a levicovou stranou DeSUS. Předsedou Státního shromáždění byl France Cukjati (SDS). V první polovině roku 2008 předsedalo Slovinsko Radě Evropské unie.

### Páté volební období (2008–2011)
Volby v roce 2008 přinesly vítězství Sociálním demokratům (SD), LDS například získala jen něco málo přes pět procent. Propad LDS byl způsoben jejím rozkolem v roce 2007, kdy část jejich členů a příznivců přešla do strany Zares. Sociální demokraté měli 29 křesel, SDS 28, DeSUS 7 a po pěti mandátech měly SNS, LDS a koalice SLS a SMS. Po ohlášení volebních výsledků byla zahájena jednání o koalici mezi SD, SLS a DeSUS. SLS se však po vnitrostranickém hlasování rozhodla odejít do opozice. Ani účast DeSUS nebyla jistá poté, co předseda SD Pahor odmítl možnost, aby funkci ministra obrany nadále zastával předseda DeSUS Karl Erjavec. Nakonec se Erjavec spokojil s postem ministra životního prostředí (vládu opustil v únoru 2010). Předsedou Státního shromáždění byl od listopadu 2008 Pavel Gantar (Zares).
V průběhu roku 2011 se však dosavadní vládní koalice začala rozkládat, čemuž přispěla i neúspěšná referenda. Vládu opustila v dubnu 2011 po třech měsících ve funkci ministryně bez portfeje odpovědná za místní samosprávu a regionální politiku Duša Trobec Bučan (DeSUS), v květnu 2011 pak koalici opustila i samotná strana DeSUS s odůvodněním, že není brána za rovnocenného partnera. Ve vládě ale zůstal jeden z nominantů strany – prof. dr. Roko Žarnić. Počátkem června pak vládu opustil i Gregor Golobič (Zares), ostatní ministři zastupující Zares opustili vládu na konci června 2011. U příležitosti oznámení demise zbývajících ministrů za Zares se dosavadní předseda Státního shromáždění Gantar nechal slyšet, že funkci předsedy opustí 1. září 2011 i on, nakonec tak učinil již o den dřív – 31. srpna 2011. Nový předseda Ljubo Germič (LDS) byl zvolen 2. září 2011. Výkon ministerských funkcí uprázdněných po odchodu DeSUSu, Zaresu a Katariny Kresal (LDS) převzali ostatní ministři včetně premiéra Pahora. Premiér Pahor navrhl Státnímu shromáždění 20. září 2011 jména nových ministrů, avšak hlasy poslanců Slovinské demokratické strany, Slovinské lidové strany, Slovinské národní strany, DeSUSu a šesti poslanců strany Zares nebyl návrh přijat, čímž Pahorova vláda padla. Na konci září 2011 oznámil slovinský prezident Danilo Türk, že 21. října rozpustí Státní shromáždění a předčasné volby vyhlásí na 4. prosince 2011. V pátek 21. října 2011 minutu po půlnoci tak i učinil.

### Šesté volební období (od 2011)
Volby do Státního shromáždění se uskutečnily 4. prosince 2011 a přinesly vítězství nově vzniklé strany lublaňského župana Zorana Jankoviće, na druhém místě skončila pravicová Slovinská demokratická strana Janeze Janši, třetí Sociální demokraté. Na čtvrtém místě skončil politický subjekt někdejšího člena SDS a bratrance manželky Zorana Jankoviće – Gregora Viranta. Následuje Demokratická strana důchodců Slovinska, Slovinská lidová strana a Nové Slovinsko. Z bývalé koalice se do Státního shromáždění nedostal Zares (7 016 hlasů; 0,65 %) a Liberální demokracie Slovinska (15 898 hlasů; 1,46 %), do Státního shromáždění se nedostala ani doposud opoziční Slovinská národní strana (19 558 hlasů; 1,80 %). Dne 21. prosince 2011 byl zvolen nový předseda Státního shromáždění – Gregor Virant (DLGV), kterého podpořily hlasy poslanců NSi, SLS, DLGV, SDS, Desus a národnostních skupin. Dne 5. ledna 2012 navrhl slovinský prezident Türk do funkce premiéra předsedu vítězné strany – Zorana Jankoviće. V hlasování 11. ledna 2012 však Jankovićovi chyběly 4 hlasy. Poprvé v dějinách Slovinska se tak stalo, aby vítěz voleb nebyl zvolen premiérem. Poté se prezident Türk nechal slyšet, že do druhého hlasování navrhne slovinského ekonoma a mj. i člena dozorčí rady ČSOB Marka Voljče. Podporu nicméně Voljč měl jen v Pozitivne Sloveniji, s podporou NSi a SDS počítat nemohl, v SD a DLGV tento návrh vůbec nekomentovali. Dne 25. ledna 2012 předsedové SDS, DLGV, SLS a Desus a předsedkyně NSi předložili prezidentu republiky návrh podepsaný padesáti poslanci těchto stran na jmenování Janeze Janši premiérem. Premiérem byl Janša zvolen 27. ledna 2012, jeho vláda se ujala úřadu 10. února 2012

## Poslanci
Poslanci jsou voleni na čtyři roky. Pokud by mělo volební období skončit v době výjimečného nebo válečného stavu, skončí mandát poslanců šest měsíců po skončení takového stavu nebo i dříve, pokud se na tom Shromáždění usnese. Poslanci nejsou z dikce ústavy vázání žádnými pokyny, což mnozí poslanci využili v situaci, kdy jim Ústavní soud v minulosti přikázal přijetí návrhu v konkrétní podobě. Kompatibilita funkce je upravena zákonem, který stanovuje slučitelnost zejména s funkcí starosty nebo člena místního zastupitelstva. Pokud se poslanec stane předsedou nebo členem vlády, je jeho poslanecký mandát přerušen a na jeho místo nastupuje náhradník. Poslanci nemohou být trestně stíháni za svá vyjádření nebo hlasování na schůzi Shromáždění nebo jeho orgánů. Poslanec nemůže být bez souhlasu Shromáždění zadržen, ani podroben trestnímu řízení, pokud se odvolá na imunitu, přičemž tuto imunitu může Shromáždění poskytnou i takovému poslanci, který se na ni sám neodvolal.
Jednotliví poslanci jsou podle stranické příslušnosti rozděleni do poslaneckých klubů, který mohou založit nejméně tři poslanci. Platí, že v průběhu jednoho volebního období může vzniknout jen jeden klub nezávislých poslanců. Poslanecké kluby mohou požadovat přerušení schůze, svolání schůze a při třetím čtení zákona mohou předkládat pozměňovací návrhy. Poslanci mají také právo interpelace.
Orgány Státní shromáždění jsou výbory, stálé a dočasné komise a delegace. Poslanec Státního shromáždění je průměrně členem čtyř až pěti výborů. Přetíženost poslanců vyvolala diskuse o kritickém minimálním množství poslanců a zvýšení počtu poslanců na sto dvacet, proti čemuž se ale postavila veřejnost.

### Národnostní menšiny
Italskou národnostní menšinu zastupuje od roku 1992 Roberto Battelli, maďarskou menšinu v letech 1992 až 2008 zastupovala Maria Pozsonecová a od roku 2008 László Göncz.

## Procedura přijímání zákona
Zákonodárnou iniciativu ve Slovinsku má kromě vlády a skupiny pěti tisíc voličů také kterýkoliv jeden poslanec Shromáždění. Zákonodárný proces upravuje Jednací řád Státního shromáždění. Přijímání zákona probíhá ve třech čteních, je však také možnost přijetí zákona ve zrychleném procesu, kdy jsou všechna tři čtení shrnuta do jediného. Do roku 2000 přijalo Shromáždění více než polovinu zákonů právě v rychlém procesu. V prvním čtení je návrh zákona představen poslancům a vede se rozprava o důvodech, které vyvolávají potřebu přijetí zákona. Na konci prvního čtení může Shromáždění návrh poslat do druhého čtení, návrh upravit nebo návrh nepřijmout. Ve druhém čtení se hlasuje o částech a názvu zákona a je možné navrhovat změny a doplňky. O pozměňovacích návrzích se hlasuje zvlášť. Ve třetím čtení je vedena rozprava o návrhu jako celku. Pozměňovací návrhy může předkládat skupina minimálně deseti poslanců, poslanecký klub, výbor Shromáždění, předkladatel zákona nebo vláda, pokud není předkladatelkou. Pro přijetí návrhu jako celku je potřebná většina z přítomných, pokud ústava či zákon nestanoví jinak. Návrhy, které se týkají práv a právního postavení italské a maďarské národnostní skupiny, nemohou být přijaty bez souhlasu představitelů těchto skupin.
Návrh zákona přijatý v Státním shromáždění musí být potvrzen Státní radou, která má na vyjádření suspenzivního veta sedm dní. Pokud Rada návrh zákona vetuje, hlasuje o něm Státní shromáždění znovu a návrh zákona je přijat, jestliže je schválen nadpoloviční většinou všech poslanců Shromáždění. Po schválení zákona ho do osmi dnů vyhlásí prezident republiky, do sedmi dnů může zákon vetovat Rada, pokud se nejedná o zákon přijatý přehlasováním veta.

## Předseda Shromáždění

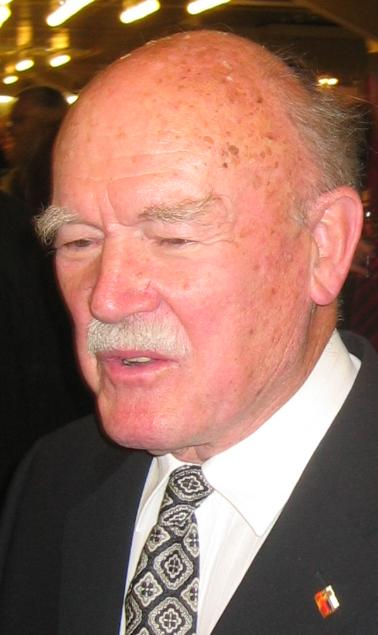
France Bučar

V čele Shromáždění je předseda zvolený většinou všech poslanců. Na předsedu Shromáždění také přecházejí do zvolení nového prezidenta pravomoci prezidenta republiky, pokud prezident nemůže svůj úřad trvale vykonávat, pokud zemřel, odstoupil nebo byl výkon funkce ukončen i jinak. Předseda má zvláštní poradní orgán – Kolegium předsedy Státního shromáždění (Kolegij predsednika državnega zbora), které je tvořeno předsedou a místopředsedy Shromáždění, předsedy poslaneckých klubů a poslanci národnostních menšin.

### Předsedové
France Bučar byl do účinnosti nové ústavy předsedou tříkomorového parlamentu – Skupščiny, která po účinnosti ústavy (1991) zanikla a na její místo nastoupilo Státní shromáždění.
| #  | jméno a příjmení | počátek výkonu funkce | konec výkonu funkce | strana                                           |
| -- | ---------------- | --------------------- | ------------------- | ------------------------------------------------ |
| 1  | France Bučar     | 9. květen 1990        | 23. prosinec 1992   | Slovenska demokratična zveza (SDZ)               |
| 2  | Herman Rigelnik  | 23. prosinec 1992     | 14. září 1994       | Liberalna demokracija Slovenije (LDS)            |
| 3  | Jožef Školč      | 16. září 1994         | 28. listopad 1996   | Liberalna demokracija Slovenije (LDS)            |
| 4  | Janez Podobnik   | 3. prosinec 1996      | 27. říjen 2000      | Slovenska ljudska stranka (SLS)                  |
| 5  | Borut Pahor      | 10. listopad 2000     | 9. červenec 2004    | Združena lista socialnih demokratov (ZLSD)       |
| 6  | Franc Horvat     | 12. červenec 2004     | 22. říjen 2004      | Združena lista socialnih demokratov (ZLSD)       |
| 7  | France Cukjati   | 22. říjen 2004        | 15. říjen 2008      | Slovenska demokratska stranka (SDS)              |
| 8  | Pavel Gantar     | 15. říjen 2008        | 31. srpna 2011      | Zares                                            |
| 9  | Ljubo Germič     | 2. září 2011          | 21. prosince 2011   | Liberalna demokracija Slovenije (LDS)            |
| 9  | Gregor Virant    | 21. prosince 2011     | 28. ledna 2013      | Državljanska lista Gregorja Viranta (DLGV)       |
| 10 | Jakob Presečnik  | 28. ledna 2013        | 27. února 2013      | Slovenska ljudska stranka (SLS)                  |
| 11 | Janko Veber      | 27. února 2013        | 1. srpna 2014       | Socialni demokrati (SD)                          |
| 12 | Milan Brglez     | 1. srpna 2014         | 22. června 2018     | Stranka modernega centra (SMC)                   |
| 13 | Matej Tonin      | 22. června 2018       | úřadující           | Nova Slovenija - Krščanska ljudska stranka (NSi) |